# Tillay-le-Péneux
Tillay-le-Péneux – miejscowość i gmina we Francji, w Regionie Centralnym, w departamencie Eure-et-Loir.
Według danych na rok 1990 gminę zamieszkiwało 220 osób, a gęstość zaludnienia wynosiła 10 osób/km² (wśród 1842 gmin Regionu Centralnego Tillay-le-Péneux plasuje się na 920 miejscu pod względem liczby ludności, natomiast pod względem powierzchni na miejscu 591).